# Parectropis privata
Parectropis privata là một loài bướm đêm trong họ Geometridae.